# سید حسین اسماعیل صدر
سید حسین اسماعیل صدر از علمای عالی‌رتبه شیعه در عراق است. او در منطقه کاظمیه بغداد در عراق به دنیا آمد و تا به امروز در آنجا ساکن است. او به‌طور گسترده‌ای به عنوان یک شخصیت متحد کننده بسیار مورد احترام شناخته می‌شود که از او خواسته شده‌است تا به شکاف‌های قومی-فرقه‌ای عراق پایان دهد. نسب او به امام هفتم شیعیان موسی کاظم می‌رسد.

## اوایل زندگی
حسین صدر در سال 1371 ه.ق در کاظمیه عراق و در خانواده‌ای از علمای سرشناس به دنیا آمد. او سال‌های ابتدایی خود را با تحصیل در نزد پدرش، اسماعیل صدر، در رشته‌های زبان عربی و تفسیر قرآن گذراند و همزمان به تحصیلات متعارف ابتدایی و متوسطه پرداخت. پس از تکمیل این موارد، صدر در دانشکده معتبر فقه در نجف ثبت نام کرد و در آنجا توسط عمویش محمد باقر صدر آموزش دید.

### آزار و اذیت
پس از ترور عموی خود محمدباقر صدر توسط رژیم بعث در سال ۱۹۸۰، حسین صدر همواره مورد آزار و اذیت نیروهای امنیتی عراق قرار گرفت. به دلیل ارتباط با عمویش، با وجود اینکه خود شخصیتی منفعل سیاسی بود، تحت شکنجه‌های وحشتناک و حبس خانگی طولانی مدت قرار گرفت. گفته می‌شود که ایشان ۱۸ بار دستگیر شد، و اغلب «ساعت‌ها از یک سازه‌ای شبیه بادبزن که مدام می‌چرخید، از پاهایش آویزان می‌شدند». جراحات وارده در این بازداشت‌های طولانی مدت ایشان را تا به امروز دچار بیماری‌هایی کرده‌است که از آن رنج می‌برد.

## بشردوستی
بسیاری از تلاش‌های اخیر حسین صدر در راستای پروژه‌های بشردوستانه بوده‌است. ایشان یک مرکز پرورشی چشمگیر در زادگاهش کاظمیه تأسیس کرده بود، از آن زمان توجه خود را به فهرست گسترده‌ای از برنامه‌های توسعه معطوف کرد. حسین صدر با شروع شبکه‌ای از مراکز آموزشی فرهنگی و حرفه‌ای به نام عموی مرحومش و استاد محمد باقر صدر، شبکه مشابهی از مراکز را با هدف توانمندسازی زنان عراقی که جایگاهشان در جامعه بسیار کاهش یافته بود، تأسیس کرد. مجموعه پروژه‌های صدر اکنون شامل ده‌ها مدرسه، کلینیک‌های بهداشتی اجتماعی و مراکز آموزشی است که به دنبال فعالیت در اساسی‌ترین و پایه‌های جامعه عراق هستند.
دعوت صادقانه برای اتحاد عراقی‌ها، آغاز صفحه جدیدی از تساهل و احترام بین همه فرقه‌ها و اقوام عراقی بود که بدون هیچ گونه حاشیه سازی و تعصب آن را پیگیری کرده‌است. او با رد هر گونه فرقه گرایی و افراط گرایی معتقد است عراقی‌ها باید با یک روحیه متحد کار کنند. همچنین او بر این باور است که عراق مقدم بر هر ملاحظات مذهبی، قومی، اعتقادی یا سیاسی دیگری است. او در این راستا با مسئولین سیاسی نیز دیدارهای مختلفی داشته و دارد تا بتواند وحدت را گسترش دهد.